# Hizbul Islam
Hizbul Islam (lit. "Partido Islâmico"), também conhecido como Hizbul Islaami, Hisbi Islam ou Hezb-ul Islam, é um grupo insurgente fundamentalista islâmico. A organização foi fundada pelo líder islamista sueco Ali Yassin Mohamed, após a fusão de quatro outros grupos fundamentalistas que se uniram para combater o novo governo somali do xeque Sharif Ahmed. Os quatro grupos eram a Aliança para a Relibertação da Somália (ARS-Eritreia), de Hassan Aweys, o  Jabhatul Islamiya ("Frente Islâmica"), a Mu'askar Ras Kamboni ("Brigada Ras Kamboni"), de Hassan Abdullah Hersi al-Turki, e Muaskar Anole; estas organizações haviam participado anteriormente da insurgência islâmica contra a Etiópia e o governo provisório, e anunciaram seus planos de se unir ao Al-Shabaab, grupo insurgente mais conhecido do país.
Em 7 de fevereiro de 2009, o grupo anunciou que continuaria a combater o novo governo, liderado pelo presidente Sharif Ahmed, e as forças da União Africana, estacionadas em Mogadíscio. Um dos líderes do grupo, Omar Iman, afirmou que "o autodeclarado governo liderado por Sharif Sheik Ahmed, não é diferente do de Abdulahi Yusuf", e que continuaria a travar uma "guerra santa" (jihad).
O xeque Omar Iman Abubakar, nomeado presidente do grupo, é um alto oficial da facção eritreia da Aliança pela Relibertação da Somália.
Em 28 de fevereiro o grupo acenou com a possibilidade de assinar um cessar-fogo com o Governo Federal de Transição. No entanto, em 1 de março ficou claro que nenhum cessar-fogo seria concedido, a despeito do presidente Sharif Ahmed ter concordado com as propostas de trégua e mesmo oferecido aceitar a implementação da sharia (lei islâmica).
O grupo já foi comparado ao Talibã, do Afeganistão.

## Líderes
- Ali Yassin Mohamed (fundador)[1]
- Xeque Hassan Dahir Aweys - líder da facção da ARS sediada em Asmara, e presidente do grupo.[8]
- Xeque Hassan Abdullah Hersi al-Turki - líder da Brigada Ras Kamboni.[9]
- Xeque Mohamed Ibrahim Hayle - líder do Jabhatul Islamiya.[10]
- Mukhtar Abu Ali Aisha - líder do Mu'askar Anole[11]

## Ex-líderes
- Xeque Omar Iman Abubakar - presidente do grupo até sua renúncia em 26 de maio de 2009, quando entregou seu cargo ao xeque Hassan Dahir Aweys.[4][8]
- Xeque Yusuf Mohammed Siad Inda'ade - poderoso chefe militar e uma figura de liderança no ramo de Asmara da ARS até 17 de maio de 2009, quando desertou, se entregando ao governo.